# فالديزارتسا (محطة مترو أنفاق مدريد)

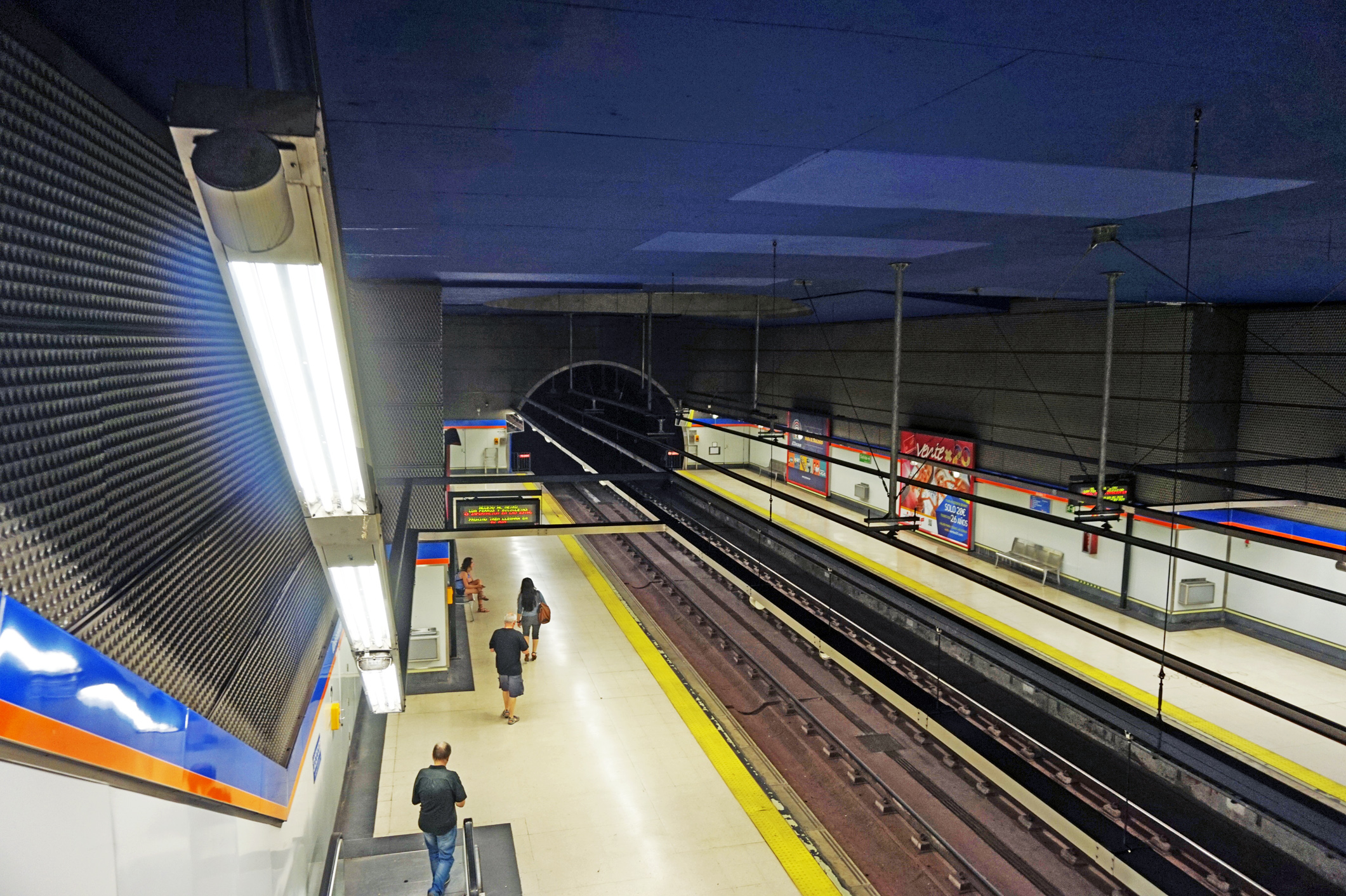

فالديزارتسا (بالإسبانية: Valdezarza)‏ هي محطة مترو أنفاق في مدريد في إسبانيا، تقع على الخط رقم 7.